# キノリジジン
キノリジジン(Quinolizidine)は、窒素を含む複素環式化合物である。いくつかのアルカロイド（シチシンやスパルテイン等）は、キノリジジンの誘導体である。

## キノリジジンアルカロイド
キノリジジンアルカロイドは、ヨザキスイレン等のスイレン科の植物で見られる。